# Copa América 2019
Copa América 2019, česky též Mistrovství Jižní Ameriky ve fotbale 2019, bylo 46. mistrovství pořádané fotbalovou asociací CONMEBOL. Konalo se od 14. června do 7. července 2019 v Brazílii. Hostitelskými městy byly Belo Horizonte, Porto Alegre, Rio de Janeiro, Salvador a São Paulo. Turnaje se účastnily i týmy Japonska a Kataru, jinak hrající pod hlavičkou konfederace AFC. Vítězem se stala reprezentace domácí Brazílie.

## Účastníci
Turnaje se účastnilo všech 10 členských zemí CONMEBOL a 2 pozvané země z konfederace AFC.
| - Argentina - Bolívie - Brazílie (hostitel) - Chile (obhájce titulu) | - Kolumbie - Ekvádor - Japonsko (pozvaný) - Paraguay | - Peru - Katar (pozvaný) - Uruguay - Venezuela |

## Soupisky
Podrobnější informace naleznete v článku Copa América 2019 (soupisky).

## Stadiony
| Rio de Janeiro      | São Paulo          | São Paulo                 |
| ------------------- | ------------------ | ------------------------- |
| Estádio do Maracanã | Estádio do Morumbi | Arena Corinthians         |
| Kapacita: 74 738    | Kapacita: 67 428   | Kapacita: 49 205          |
|                     |                    |                           |
| Belo Horizonte      | Porto Alegre       | Salvador                  |
| Estádio Mineirão    | Arena do Grêmio    | Itaipava Arena Fonte Nova |
| Kapacita: 58 170    | Kapacita: 55 662   | Kapacita: 51 900          |
|                     |                    |                           |

## Skupinová fáze
Všechny časy zápasů jsou uvedeny v SELČ (UTC +2).
| Vysvětlivky | Vysvětlivky                                                   |
| ----------- | ------------------------------------------------------------- |
|             | První dva týmy z každé skupiny postupují do čtvrtfinále       |
|             | Dva nejlepší týmy na třetích místech postupují do čtvrtfinále |

### Skupina A
| Tým       | Z | V | R | P | VG | IG | +/− | B |
| --------- | - | - | - | - | -- | -- | --- | - |
| Brazílie  | 3 | 2 | 1 | 0 | 8  | 0  | +8  | 7 |
| Venezuela | 3 | 1 | 2 | 0 | 3  | 1  | +2  | 5 |
| Peru      | 3 | 1 | 1 | 1 | 3  | 6  | −3  | 4 |
| Bolívie   | 3 | 0 | 0 | 3 | 2  | 9  | −7  | 0 |

| 15. června 2019 2:30                 |        |         |                                                                      |
| Brazílie                             | 3 : 0  | Bolívie | Estádio do Morumbi, São Paulo diváci: 46 342 rozhodčí: Néstor Pitana |
| Coutinho 50' (pen.), 53' Everton 85' | Report |         | Estádio do Morumbi, São Paulo diváci: 46 342 rozhodčí: Néstor Pitana |

| 15. června 2019 21:00 |        |      |                                                                      |
| Venezuela             | 0 : 0  | Peru | Arena do Grêmio, Porto Alegre diváci: 13 370 rozhodčí: Wilmar Roldán |
|                       | Report |      | Arena do Grêmio, Porto Alegre diváci: 13 370 rozhodčí: Wilmar Roldán |

| 18. června 2019 23:30 |        |                                      |                                                                             |
| Bolívie               | 1 : 3  | Peru                                 | Estádio do Maracanã, Rio de Janeiro diváci: 26 346 rozhodčí: Roddy Zambrano |
| Martins 28' (pen.)    | Report | Guerrero 45' Farfán 55' Flores 90+6' | Estádio do Maracanã, Rio de Janeiro diváci: 26 346 rozhodčí: Roddy Zambrano |

| 19. června 2019 2:30 |        |           |                                                                             |
| Brazílie             | 0 : 0  | Venezuela | Itaipava Arena Fonte Nova, Salvador diváci: 42 587 rozhodčí: Julio Bascuñán |
|                      | Report |           | Itaipava Arena Fonte Nova, Salvador diváci: 42 587 rozhodčí: Julio Bascuñán |

| 22. června 2019 21:00 |        |                                                                 |                                                                          |
| Peru                  | 0 : 5  | Brazílie                                                        | Arena Corinthians, São Paulo diváci: 42 317 rozhodčí: Fernando Rapallini |
|                       | Report | Casemiro 12' Firmino 19' Everton 32' Dani Alves 53' Willian 90' | Arena Corinthians, São Paulo diváci: 42 317 rozhodčí: Fernando Rapallini |

| 22. června 2019 21:00 |        |                             |                                                                           |
| Bolívie               | 1 : 3  | Venezuela                   | Estádio Mineirão, Belo Horizonte diváci: 8 091 rozhodčí: Esteban Ostojich |
| Justiniano 82'        | Report | Machís 2', 55' Martínez 86' | Estádio Mineirão, Belo Horizonte diváci: 8 091 rozhodčí: Esteban Ostojich |

### Skupina B
| Tým       | Z | V | R | P | VG | IG | +/− | B |
| --------- | - | - | - | - | -- | -- | --- | - |
| Kolumbie  | 3 | 3 | 0 | 0 | 4  | 0  | +4  | 9 |
| Argentina | 3 | 1 | 1 | 1 | 3  | 3  | 0   | 4 |
| Paraguay  | 3 | 0 | 2 | 1 | 3  | 4  | −1  | 2 |
| Katar     | 3 | 0 | 1 | 2 | 2  | 5  | −3  | 1 |

| 16. června 2019 0:00 |        |                            |                                                                            |
| Argentina            | 0 : 2  | Kolumbie                   | Itaipava Arena Fonte Nova, Salvador diváci: 35 572 rozhodčí: Roberto Tobar |
|                      | Report | Martínez 71' D. Zapata 86' | Itaipava Arena Fonte Nova, Salvador diváci: 35 572 rozhodčí: Roberto Tobar |

| 16. června 2019 21:00             |        |                     |                                                                         |
| Paraguay                          | 2 : 2  | Katar               | Estádio do Maracanã, Rio de Janeiro diváci: 19 196 rozhodčí: Diego Haro |
| Cardozo 4' (pen.) Rojas 56' (vl.) | Report | Alí 68' Khoukhi 77' | Estádio do Maracanã, Rio de Janeiro diváci: 19 196 rozhodčí: Diego Haro |

| 19. června 2019 23:30 |        |       |                                                                       |
| Kolumbie              | 1 : 0  | Katar | Estádio do Morumbi, São Paulo diváci: 22 079 rozhodčí: Alexis Herrera |
| D. Zapata 86'         | Report |       | Estádio do Morumbi, São Paulo diváci: 22 079 rozhodčí: Alexis Herrera |

| 20. června 2019 02:30 |        |             |                                                                          |
| Argentina             | 1 : 1  | Paraguay    | Estádio Mineirão, Belo Horizonte diváci: 35 265 rozhodčí: Wilton Sampaio |
| Messi 57' (pen.)      | Report | Sánchez 37' | Estádio Mineirão, Belo Horizonte diváci: 35 265 rozhodčí: Wilton Sampaio |

| 23. června 2019 21:00 |        |                        |                                                                       |
| Katar                 | 0 : 2  | Argentina              | Arena do Grêmio, Porto Alegre diváci: 41 390 rozhodčí: Julio Bascuñán |
|                       | Report | Martínez 4' Agüero 82' | Arena do Grêmio, Porto Alegre diváci: 41 390 rozhodčí: Julio Bascuñán |

| 23. června 2019 21:00 |        |          |                                                                              |
| Kolumbie              | 1 : 0  | Paraguay | Itaipava Arena Fonte Nova, Salvador diváci: 13 903 rozhodčí: Víctor Carrillo |
| Cuéllar 31'           | Report |          | Itaipava Arena Fonte Nova, Salvador diváci: 13 903 rozhodčí: Víctor Carrillo |

### Skupina C
| Tým      | Z | V | R | P | VG | IG | +/− | B |
| -------- | - | - | - | - | -- | -- | --- | - |
| Uruguay  | 3 | 2 | 1 | 0 | 7  | 2  | +5  | 7 |
| Chile    | 3 | 2 | 0 | 1 | 6  | 2  | +4  | 6 |
| Japonsko | 3 | 0 | 2 | 1 | 3  | 7  | −4  | 2 |
| Ekvádor  | 3 | 0 | 1 | 2 | 2  | 7  | −5  | 1 |

| 17. června 2019 0:00                            |        |         |                                                                            |
| Uruguay                                         | 4 : 0  | Ekvádor | Estádio Mineirão, Belo Horizonte diváci: 13 611 rozhodčí: Anderson Daronco |
| Lodeiro 6' Cavani 33' Suárez 44' Mina 78' (vl.) | Report |         | Estádio Mineirão, Belo Horizonte diváci: 13 611 rozhodčí: Anderson Daronco |

| 18. června 2019 01:00 |        |                                        |                                                                            |
| Japonsko              | 0 : 4  | Chile                                  | Estádio do Morumbi, São Paulo diváci: 23 253 rozhodčí: Mario Díaz de Vivar |
|                       | Report | Pulgar 41' Vargas 54', 83' Sánchez 82' | Estádio do Morumbi, São Paulo diváci: 23 253 rozhodčí: Mario Díaz de Vivar |

| 21. června 2019 1:00          |        |                 |                                                                     |
| Uruguay                       | 2 : 2  | Japonsko        | Arena do Grêmio, Porto Alegre diváci: 39 733 rozhodčí: Andrés Rojas |
| Suárez 32' (pen.) Giménez 66' | Report | Mijoši 25', 59' | Arena do Grêmio, Porto Alegre diváci: 39 733 rozhodčí: Andrés Rojas |

| 22. června 2019 1:00   |        |                           |                                                                               |
| Ekvádor                | 1 : 2  | Chile                     | Itaipava Arena Fonte Nova, Salvador diváci: 14 727 rozhodčí: Patricio Loustau |
| E. Valencia 26' (pen.) | Report | Fuenzalida 8' Sánchez 51' | Itaipava Arena Fonte Nova, Salvador diváci: 14 727 rozhodčí: Patricio Loustau |

| 25. června 2019 1:00 |        |            |                                                                            |
| Chile                | 0 : 1  | Uruguay    | Estádio do Maracanã, Rio de Janeiro diváci: 57 442 rozhodčí: Raphael Claus |
|                      | Report | Cavani 82' | Estádio do Maracanã, Rio de Janeiro diváci: 57 442 rozhodčí: Raphael Claus |

| 25. června 2019 1:00 |        |               |                                                                           |
| Ekvádor              | 1 : 1  | Japonsko      | Estádio Mineirão, Belo Horizonte diváci: 7 623 rozhodčí: Jesús Valenzuela |
| Mena 35'             | Report | Nakadžima 15' | Estádio Mineirão, Belo Horizonte diváci: 7 623 rozhodčí: Jesús Valenzuela |

### Pořadí týmů na třetích místech
| Sk. | Tým      | Z | V | R | P | VG | IG | +/- | B |
| --- | -------- | - | - | - | - | -- | -- | --- | - |
| A   | Peru     | 3 | 1 | 1 | 1 | 3  | 6  | -3  | 4 |
| B   | Paraguay | 3 | 0 | 2 | 1 | 3  | 4  | -1  | 2 |
| C   | Japonsko | 3 | 0 | 2 | 1 | 3  | 7  | -4  | 2 |

Při rovnosti bodů rozhodují: 1) body 2) rozdíl vstřelených a inkasovaných gólů 3) vstřelené góly 4) los

## Vyřazovací fáze

### Pavouk
|  | Čtvrtfinále                 | Čtvrtfinále                |                              |       | Semifinále  | Semifinále  |  |  | Finále                  | Finále |
|  |                             |                            |                              |       |             |             |  |  |                         |        |
|  | 28. června – Porto Alegre   |                            |                              |       |             |             |  |  |                         |        |
|  |                             |                            |                              |       |             |             |  |  |                         |        |
|  | Brazílie                    | 0 (4)                      |                              |       |             |             |  |  |                         |        |
|  | Brazílie                    | 0 (4)                      | 3. července – Belo Horizonte |       |             |             |  |  |                         |        |
|  | Paraguay                    | 0 (3)                      |                              |       |             |             |  |  |                         |        |
|  | Paraguay                    | 0 (3)                      | Brazílie                     | 2     |             |             |  |  |                         |        |
|  | 28. června – Rio de Janeiro |                            | Brazílie                     | 2     |             |             |  |  |                         |        |
|  |                             | Argentina                  | 0                            |       |             |             |  |  |                         |        |
|  | Venezuela                   | Argentina                  | 0                            | 0     |             |             |  |  |                         |        |
|  | Venezuela                   |                            | 7. července – Rio de Janeiro | 0     |             |             |  |  |                         |        |
|  | Argentina                   | 2                          |                              |       |             |             |  |  |                         |        |
|  | Argentina                   | 2                          | Brazílie                     | 3     |             |             |  |  |                         |        |
|  | 29. června – São Paulo      |                            | Brazílie                     | 3     |             |             |  |  |                         |        |
|  |                             | Peru                       | 1                            |       |             |             |  |  |                         |        |
|  | Kolumbie                    | Peru                       | 1                            | 0 (4) |             |             |  |  |                         |        |
|  | Kolumbie                    | 3. července – Porto Alegre |                              | 0 (4) |             |             |  |  |                         |        |
|  | Chile                       | 0 (5)                      |                              |       |             |             |  |  |                         |        |
|  | Chile                       | 0 (5)                      | Chile                        | 0     | Třetí místo | Třetí místo |  |  |                         |        |
|  | 29. června – Salvador       |                            | Chile                        | 0     | Třetí místo | Třetí místo |  |  |                         |        |
|  |                             | Peru                       | 3                            |       |             |             |  |  |                         |        |
|  | Uruguay                     | Peru                       | 3                            | 0 (4) | Argentina   | 2           |  |  |                         |        |
|  | Uruguay                     |                            |                              | 0 (4) | Argentina   | 2           |  |  |                         |        |
|  | Peru                        | 0 (5)                      |                              | Chile | 1           |             |  |  |                         |        |
|  | Peru                        | 0 (5)                      |                              |       | 1           |             |  |  |                         |        |
|  |                             |                            |                              |       |             |             |  |  | 6. července – São Paulo |        |
|  |                             |                            |                              |       |             |             |  |  |                         |        |

Všechny časy zápasů jsou uvedeny v SELČ (UTC +2).

### Čtvrtfinále
| 28. června 2019 2:30 |        |          |                                                                      |
| Brazílie             | 0 : 0  | Paraguay | Arena do Grêmio, Porto Alegre diváci: 44 902 rozhodčí: Roberto Tobar |
|                      | Report |          | Arena do Grêmio, Porto Alegre diváci: 44 902 rozhodčí: Roberto Tobar |

|                                           |     | Penaltový rozstřel                     |  |
| Willian Marquinhos Coutinho Firmino Jesus | 4–3 | Gómez Almirón Valdez R. Rojas González |  |

| 28. června 2019 21:00 |        |                           |                                                                            |
| Venezuela             | 0 : 2  | Argentina                 | Estádio do Maracanã, Rio de Janeiro diváci: 50 094 rozhodčí: Wilmar Roldán |
|                       | Report | 10' Martínez 74' Lo Celso | Estádio do Maracanã, Rio de Janeiro diváci: 50 094 rozhodčí: Wilmar Roldán |

| 29. června 2019 1:00 |        |       |                                                                     |
| Kolumbie             | 0 : 0  | Chile | Arena Corinthians, São Paulo diváci: 44 062 rozhodčí: Néstor Pitana |
|                      | Report |       | Arena Corinthians, São Paulo diváci: 44 062 rozhodčí: Néstor Pitana |

|                                         |     | Penaltový rozstřel                   |  |
| Rodríguez Cardona Cuadrado Mina Tesillo | 4–5 | Vidal Vargas Pulgar Aránguiz Sánchez |  |

| 29. června 2019 21:00 |        |      |                                                                             |
| Uruguay               | 0 : 0  | Peru | Itaipava Arena Fonte Nova, Salvador diváci: 21 180 rozhodčí: Wilton Sampaio |
|                       | Report |      | Itaipava Arena Fonte Nova, Salvador diváci: 21 180 rozhodčí: Wilton Sampaio |

|                                         |     | Penaltový rozstřel                      |  |
| Suárez Cavani Stuani Bentancur Torreira | 4–5 | Guerrero Ruidíaz Yotún Advíncula Flores |  |

### Semifinále
| 3. července 2019 2:30                 |        |           |                                                                          |
| Brazílie                              | 2 : 0  | Argentina | Estádio Mineirão, Belo Horizonte diváci: 55 947 rozhodčí: Roddy Zambrano |
| Gabriel Jesus 19' Roberto Firmino 71' | Report |           | Estádio Mineirão, Belo Horizonte diváci: 55 947 rozhodčí: Roddy Zambrano |

| 4. července 2019 2:30 |        |                                     |                                                                      |
| Chile                 | 0 : 3  | Peru                                | Arena do Grêmio, Porto Alegre diváci: 33 058 rozhodčí: Wilmar Roldán |
|                       | Report | 21' Flores 38' Yotún 90+1' Guerrero | Arena do Grêmio, Porto Alegre diváci: 33 058 rozhodčí: Wilmar Roldán |

### O 3. místo
| 6. července 2019 21:00 |        |                  |                                                                           |
| Argentina              | 2 : 1  | Chile            | Arena Corinthians, São Paulo diváci: 44 269 rozhodčí: Mario Díaz de Vivar |
| Agüero 12' Dybala 22'  | Report | 59' (pen.) Vidal | Arena Corinthians, São Paulo diváci: 44 269 rozhodčí: Mario Díaz de Vivar |

### Finále
| 7. července 2019 22:00                                 |        |                     |                                                             |
| Brazílie                                               | 3 : 1  | Peru                | Estádio do Maracanã, Rio de Janeiro rozhodčí: Roberto Tobar |
| Everton 15' Gabriel Jesus 45+3' Richarlison 90' (pen.) | Report | 44' (pen.) Guerrero | Estádio do Maracanã, Rio de Janeiro rozhodčí: Roberto Tobar |